# Якубович, Аркадий Яковлевич
Аркадий Яковлевич Якубович (Пустой шаблон {{ВД-Преамбула}} ) — советский учёный в области синтеза полимеров, доктор химических наук (1946), лауреат Сталинской премии 2-й степени (1951).

## Биография
Родился 13 февраля 1905 года в городе Уральске.
В 1929 году окончил химический факультет МВТУ. В 1929—1934 годах работал на предприятиях химической промышленности.
С 1934 года — в НИИ органической химии и технологии (ГосНИИОХТ, Москва). В 1938 году защитил кандидатскую, в 1946 году — докторскую диссертации, в 1946 году утверждён в звании профессора.
Умер 11 января 1970 года.

## Научная деятельность
Специалист по отравляющим веществам, автор 150 изобретений и более 100 научных публикаций. Разработал метод гетерогенного фторирования органических соединений. Открыл имид-амидную перегруппировку в ряду соединений фосфора.
Совместно с С. П. Макаровым, В. А. Гинсбургом, А. С. Филатовым, В. А. Шпанским синтезировал и подробно изучил свойства фторированных нитрозосоединений, в частности трифторнитрозометана.

### Научные труды
- Синтезы отравляющих веществ [Текст] / Л. З. Соборовский, А. Я. Якубович ; Под ред. проф. П. Г. Сергеева. — 2-е изд., испр. и доп. — Москва : Онти. Глав. ред. хим. лит-ры, 1936 (Л. : тип. им. Евг. Соколовой). — Переплет, 192 с. : ил.; 23х15 см.
- Синтезы отравляющих веществ [Текст] / Л. З. Соборовский, А. Я. Якубович. — 4-е изд., испр. и доп. — Москва ; Ленинград : Оборонгиз, 1939 (Киев). — 252 с. : ил., схем.; 22 см.
- Реакции поликонденсации фторированных органических соединений. Усп. хим., 40:8 (1971), 1479—1510
- Синтез элементоорганических соединений алифатического ряда диазометодом. Синтез соединений элементов V группы / А. Я. Якубович, В. А. Гинсбург, С. П. Макаров // Доклады Академии Наук СССР. — 1950. — Т. LXXI, № 2. — С. 303—305.
- Р. М. Гитина, Е. Л. Зайцева, А. Я. Якубович, «Реакции поликонденсации фторированных органических соединений», Усп. хим., 40:8 (1971), 1479—1510

## Награды
- Орден Трудового Красного Знамени;
- Сталинская премия 2-й степени (1951, в составе авторского коллектива) — за исследования в области органических соединений мышьяка и фосфора;
- Медали.